# Carvahall
Carvahall es una aldea del mundo ficticio de Alagaësia, creado por Christopher Paolini para su trilogía El legado. Es un pequeño pueblo situado en el extremo noroeste de las tierras del Imperio, al borde de las Vertebradas.

## Historia
Allí vivió Eragon hasta los 15 años, junto a su tío Garrow y su primo Roran de 18 años. Fue el último lugar donde vivió el cuentacuentos Brom, antes de dejarlo para huir con Eragon de los Ra'zac. Estos llegaron en busca del huevo de Saphira, y dado que no encontraron lo que querían, fueron por su primo Roran y el pueblo plantó cara al ejército, se inició una serie de ataques al mismo. Los aldeanos, comandados por Roran Martillazos acabaron abandonando sus tierras y atravesaron las vertebradas para ir a Narda. Donde encontraron a un viejo que tenía tres gabarras. Cuando llegaron a Teirm. Se encontraron con Jeod un viejo amigo de Brom que les contó lo del dragón lo de Eragon y todo lo demás. Jeod tuvo una idea de robar el ala del dragón uno de los mejores barcos del imperio. A los pocos días se encontraron con que les seguían tres balandros que perdieron en un gran remolino que solo ellos consiguieron superar. A la semana llegaron al río Jiet y de allí a Surda y a los vardenos.

## Descripción
Dado que es una aldea pequeña, apenas si tenía unos cientos de habitantes. No se llega a describir en profundidad más que algunas localizaciones en la misma, la taberna, la forja de Horst, y la carnicería de Sloan.
Se encuentra situada al pie de las Vertebradas, cadena montañosa temida por los habitantes de Carvahall, especialmente por su carnicero, ya que en las vertebradas perdió a su mujer; aunque los cazadores solían ir allí para ir a cazar por sus abundantes piezas de caza. A su alrededor había numerosos terrenos de cultivo, como la granja de Garrow, que fue quemada por los Ra'zac.

## Origen
Este pueblo es la cuna de la humanidad en Alagaësia desde el exilio de su tierra natal ( Su ubicación es desconocida). El rey Palancar, de ahí el nombre del valle, estaba vagando por Alagaësia después de pisar esta tierra por primera vez, probablemente por una gran masacre de los Ra´zac en su reino original.Buscando un lugar donde asentarse llega al valle donde se asienta el pueblo y refunda su reino siendo el primer gobierno humano de Alagaësia.Los elfos y enanos no reclaman el territorio pero las hostilidades empiezan cuando los humanos atacan Du Weldervarden con el fin de acabar con los elfos.Estos apoyan un golpe de Estado en el reino humano y la especie se dispersa aunque quedan lugares originales como Carvahall o Thesinford.Estos pueblos se encuentran bajo las leyes del Imperio.
- Datos: Q2634233